# Augusta Savage
Augusta Christine Savage-Fells (Green Cove Springs, 29 februari 1892 – New York, 27 maart 1962) was een Afro-Amerikaans beeldhouwer die banden had met de Harlem Renaissance. Zij was ook docente en haar studio was belangrijk voor de carrières van een opkomende generatie kunstenaars die landelijke bekendheid zouden krijgen. Zij streed voor burggerrechten van Afro-Amerikanen in de kunst.

## Jeugd en werk
Augusta Fells begon als kind te boetseren met klei, vooral kleine dierfiguren, maar haar vader was een arme methodistische dominee die sterk gekant was tegen zijn dochters belangstelling voor kunst. Mijn vader ranselde me vier of vijf keer per week af, vertelde Savage eens, en sloeg bijna alle kunst uit me. Dit was omdat hij in die tijd geloofde dat haar beeldhouwkunst zondig was, gebaseerd op zijn interpretatie van wat in de Bijbel staat over "gesneden beelden". Zij hield vol, en het hoofd van haar nieuwe middelbare school in West Palm Beach, waar haar familie in 1915 heen was verhuisd, moedigde haar aan en stond toe dat zij boetseerles ging geven. Dit was het begin van een levenslange toewijding aan lesgeven en de kunst.
In 1907 trouwde Augusta Fells met John T. Moore. Haar enige kind, Irene Connie Moore, werd het jaar daarop geboren. John stierf kort daarna. In 1915 hertrouwde zij met James Savage, van wie zij in het begin van de jaren 1920 scheidde.
Savage kreeg in 1919 een kraam op de Palm Beach County Fair, waar zij een prijs van 25 dollar en een lintje kreeg voor de origineelste tentoonstelling. Na dit succes probeerde zij opdrachten te verkrijgen in Jacksonville (Florida), voor zij in 1921 naar New York vertrok. Zij kwam daar aan met een aanbevelingsbrief van George Graham Currie van de Palm Beach County Fair aan beeldhouwer Solon Borglum en $ 4,60. Borglum nam haar niet aan als student, maar moedigde haar naar Cooper Union in New York te gaan, waar zij in oktober 1921 werd toegelaten. Zij werd geselecteerd voor 142 andere vrouwen die op de wachtlijst stonden. Haar talent en vaardigheid maakten zo veel indruk op de adviesraad van Cooper Union dat zij extra geld kreeg voor logies en maaltijden toen zij de financiële steun van haar baan als huisbewaarder kwijtraakte. Van 1921 tot 1923 studeerde zij bij beeldhouwer George Brewster. Ze voltooide de vierjarige opleiding in drie jaar.
In 1923 meldde Savage zich aan voor een zomer-kunstprogramma dat werd gesponsord door de Franse regering; hoewel zij meer dan voldoende kwalificaties had, werd zij door het internationale beoordelingscomité afgewezen, uitsluitend omdat zij zwart was. Savage was zeer ontdaan en begon het eerste van vele openlijke gevechten voor gelijke rechten in haar leven. Het voorval kreeg aandacht van de pers aan beide zijden van de Atlantische Oceaan, en uiteindelijk nodigde beeldhouwer Hermon Atkins MacNeil — die een studio had gedeeld met Henry Ossawa Tanner — haar uit om bij hem te studeren.
Nadat zij haar studie aan Cooper Union had afgesloten, werkte Savage in stomerijen in Manhattan om in haar levensonderhoud en dat van haar familie te voorzien. Haar vader was verlamd geraakt door een beroerte, en het huis van de familie verwoest door een orkaan.  Haar familie trok bij haar in, in haar kleine appartement. In deze periode kreeg zij haar eerste opdracht, voor een buste van W.E.B. Du Bois voor de bibliotheek van Harlem. Het voortreffelijke beeld leverde meer opdrachten op, waaronder een voor een buste van Marcus Garvey. Haar buste van William Pickens Sr., een sleutelfiguur in de National Association for the Advancement of Colored People, werd geprezen omdat hij, als veel van haar werk, een Afro-Amerikaan verbeeldde op een meer menselijke, neutrale manier vergeleken met de gebruikelijke stereotypes.
In 1925 kreeg Savage een beurs voor de Koninklijke Academie voor Schone Kunsten in Rome; de beurs was echter alleen voor het onderwijs, en ze kon het geld voor de reis- en verblijfkosten niet bij elkaar krijgen en daardoor de beurs niet gebruiken.
Savages talent en strijd raakten alom bekend in de Afro-Amerikaanse gemeenschap; in Harlem en Greenwich Village werden benefietavonden gehouden en Afro-Amerikaanse vrouwengroepen en docenten van de Florida A&M universiteit stuurden haar geld om in het buitenland te studeren.  In 1929 ging zij naar de Académie de la Grande Chaumière, een toonaangevende Parijse kunstacademie, waar zij ging studeren bij de beeldhouwer Charles Despiau. Ze exposeerde in en kreeg onderscheidingen van twee salons. Tijdens tournees door Frankrijk, België en Duitsland deed zij onderzoek naar beelden in kathedralen en musea.

## Later werk

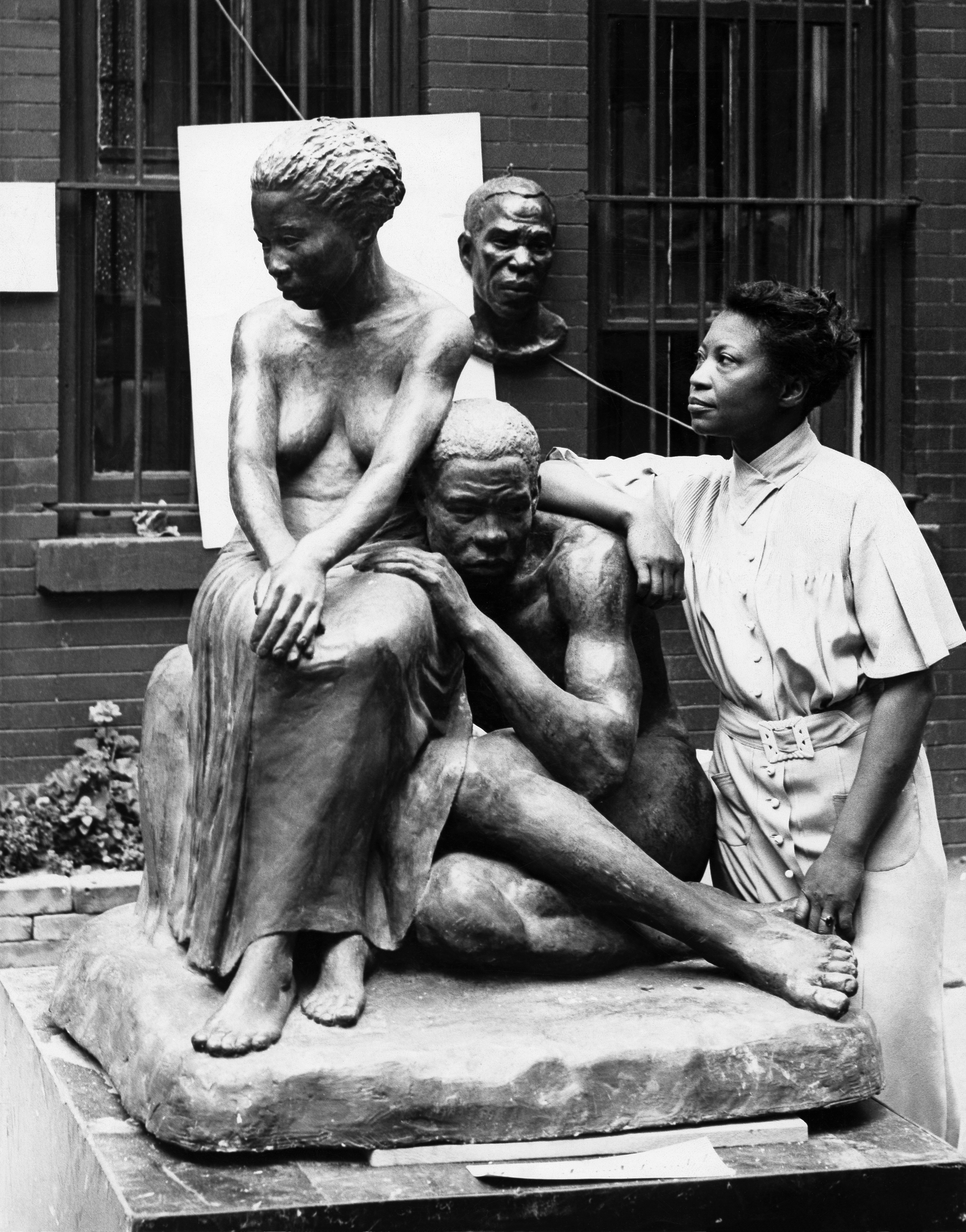
Augusta Savage met een van haar beelden voor het Federal Art Project (circa 1938)

In 1931 ging Savage terug naar de Verenigde Staten. De crisis van de jaren '30 had de verkoop van kunst nagenoeg tot staan gebracht. Zij zette door, en werd in 1934 de eerste Afro-Amerikaanse kunstenaar die gekozen werd in de National Association of Women Painters and Sculptors. Ze startte de Savage Studio of Arts and Crafts, gevestigd in een kelder in Harlem. Haar school ontwikkelde zich tot het Harlem Community Art Center.
Voor de New York World's Fair in 1939 maakte zij het beeld Lift Every Voice and Sing (ook bekend als The Harp), geïnspireerd door een song van James Weldon en Rosamond Johnson. Het was het populairste en meest gefotografeerde werk op de fair. Omdat zij geen middelen had om het in brons te laten gieten of het te vervoeren en op te slaan, werd het beeld na afloop van de fair vernietigd.
Savage opende twee galeries, die goed bezocht werden maar weinig verkochten, waarop zij de deuren sloten. Zwaar gedeprimeerd door de financiële strijd verhuisde zij in de jaren 1940 naar een boerderij in de omgeving van Woodstock, waar ze tot 1960 bleef wonen. Ze werkte op een paddenstoelenkwekerij en deed niet of nauwelijks pogingen om kunst te maken. Haar buren zeiden dat ze altijd iets met haar handen aan het maken was.
Omdat ze geen brons kon betalen, is veel van haar werk van klei of gips. Een van haar beroemdste bustes heet Gamin en is gemaakt naar een jongen uit Harlem. Het wordt permanent tentoongesteld in het Smithsonian American Art Museum in Washington DC, en een kopie is opgenomen in de collectie van het Cleveland Museum of Art. Haar stijl is realistisch, expressief en gevoelig. Hoewel haar werk en haar invloed op de kunstgemeenschap gedocumenteerd zijn, is de locatie van veel van haar werk onbekend.
In 1945 trok Savage zich terug uit de wereld van de kunst. Voor zij stierf, gaf ze lessen in kunst aan kinderen en schreef kinderverhalen. Op 26 maart 1962 overleed zij in New York aan kanker. Hoewel zij ten tijde van haar overlijden bijna vergeten was, wordt zij vandaag de dag beschouwd als een groot kunstenaar, activist en kunstdocent.